# ジョナサン・ケリー
ジョナサン・ケリー（Jonathan Kelly、1969年 - ）は、イギリス出身のオーボエ奏者。 

## 経歴
1969年、イングランドのハンプシャーにある市場町ピータースフィールドに生まれる。11歳からオーボエをはじめ、英国王立音楽院でセリア・ニックリンに、パリ国立高等音楽院でモーリス・ブルグにそれぞれ師事する。ケンブリッジ大学で歴史学を学んだあと、1993年にバーミンガム市交響楽団に入団、首席オーボエ奏者としてサイモン・ラトルの下で数々の演奏・録音に参加する。
また、ラトルが組織した現代音楽専門の演奏団体である「バーミンガム・コンテンポラリー・ミュージック・グループ」の一員としても活動したり、ヨーロッパ室内管弦楽団の世界ツアーのソリストとして、バーミンガム、カーディフ、シカゴ、ウィーンなどでも演奏する。
ハンスイェルク・シェレンベルガーが退いて以来、空席になっていたベルリン・フィルハーモニー管弦楽団の首席オーボエ奏者のポジションに、2003年夏にバーミンガム市響から移籍・就任し、ベルリン・フィルの芸術監督になったラトルの下でふたたび演奏している。
CDはEMIからモーツァルトのオーボエ四重奏曲を録音したものが出されていた。また、独奏ではないがオーケストラ以外の録音として、同じくEMIのニールセンの管楽五重奏曲（ザビーネ・マイヤー、エマニュエル・パユによるフルート、クラリネットの各協奏曲とのカップリング）でも演奏している。
2008年12月4日に催された日本ブリテン協会第2回コンサートにおいて、日本初ソロ公演を行いにて、ブリテンのオーボエ四重奏曲「幻想曲」、オーボエ独奏曲「オヴィディウスによる6つの変容」、モーツァルトのオーボエ四重奏曲を演奏、「変容」では林望の朗読（英語と日本語）とのコラボレーションを行なった。